# Anaspis rufa
Anaspis rufa is een keversoort uit de familie bloemspartelkevers (Scraptiidae). De wetenschappelijke naam van de soort is voor het eerst geldig gepubliceerd in 1826 door Thomas Say.